# Lacul Erie
Pentru alte utilizări ale numelui propriu Erie, a se vedea Erie (dezambiguizare).

Lacul Erie în sistemul celor cinci Mari Lacuri

Lacul Erie este unul dintre cele cinci Mari Lacuri din America de Nord. Se mărginește la est cu statele  Ohio și  Pennsylvania, cu statele  New York la sud și  Michigan la vest, respectiv cu provincia canadiană Ontario la nord.

Măsurând 388 km lungime, de la vest la est, pe 92 km de la nord la sud, se întinde pe 25 700 km² și prezintă 1.377 km de maluri. Este al doilea cel mai mic dintre Marile Lacuri, lacul Ontario fiind cel mai mic, dar este totuși cel de-al 13-lea lac natural din lume. Adâncimea medie a lacului Erie este de doar 19 metri, cu un maxim de 64 de metri. Această fluctuație este datorată operațiilor de deschiderie și de închiderie a vanelor barajelor Marilor Lacuri, pentru controlarea debitelor și nivelelor. 

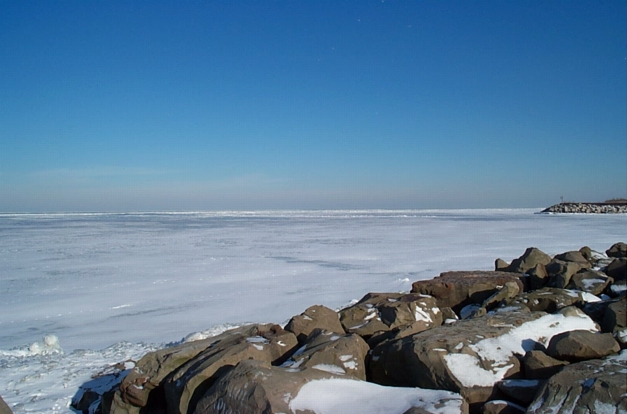
Lacul Erie îngheţat, văzut dinspre Cleveland, statul, SUA

Îngheață frecvent în cursul iernii, dar se dezgheță rapid primăvara și se încălzește vara.
Situat la altitudinea de 174 m, primește râul Detroit, emisar al lacului Huron (176 m), prin intermediul lacului Saint Clair și se deversează în direcția lacului Ontario (75 m), prin râul Niagara.
Cu un volum de 483 km³, lacul Erie este și cel mai expus la efectele urbanizării, industrializării, creșterii vitelor și ale agriculturii. Bazinul său versant acoperă părți ale statelor Indiana, Michigan, Ohio, Pennsylvania, New York și Ontario, fiind legat printr-un sistem de canale de râul Hudson. Datorită solurilor sale fertile, bazinul este cultivat intensiv și se dovedește cel mai urbanizat dintre cele cinci bazine ale Marilor Lacuri. În consecință, lacul Erie poartă eticheta de una dintre întinderile de apă cele mai poluate din America de Nord.

## Insule

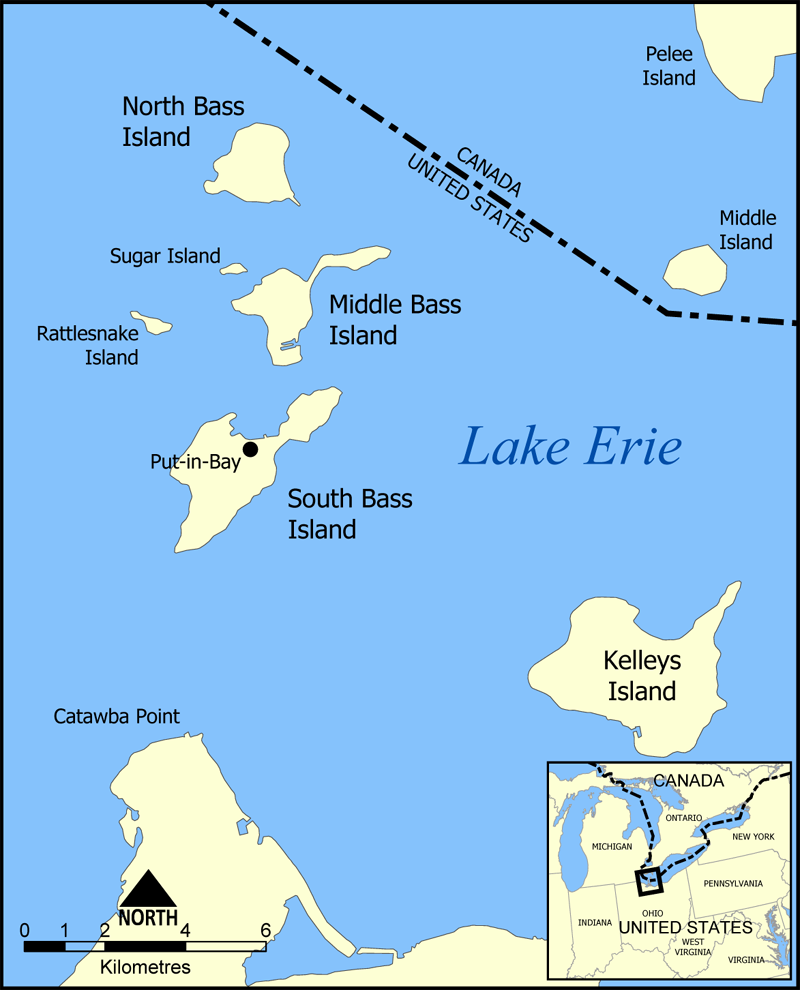
Hartă parţială a insulelor lacului Erie

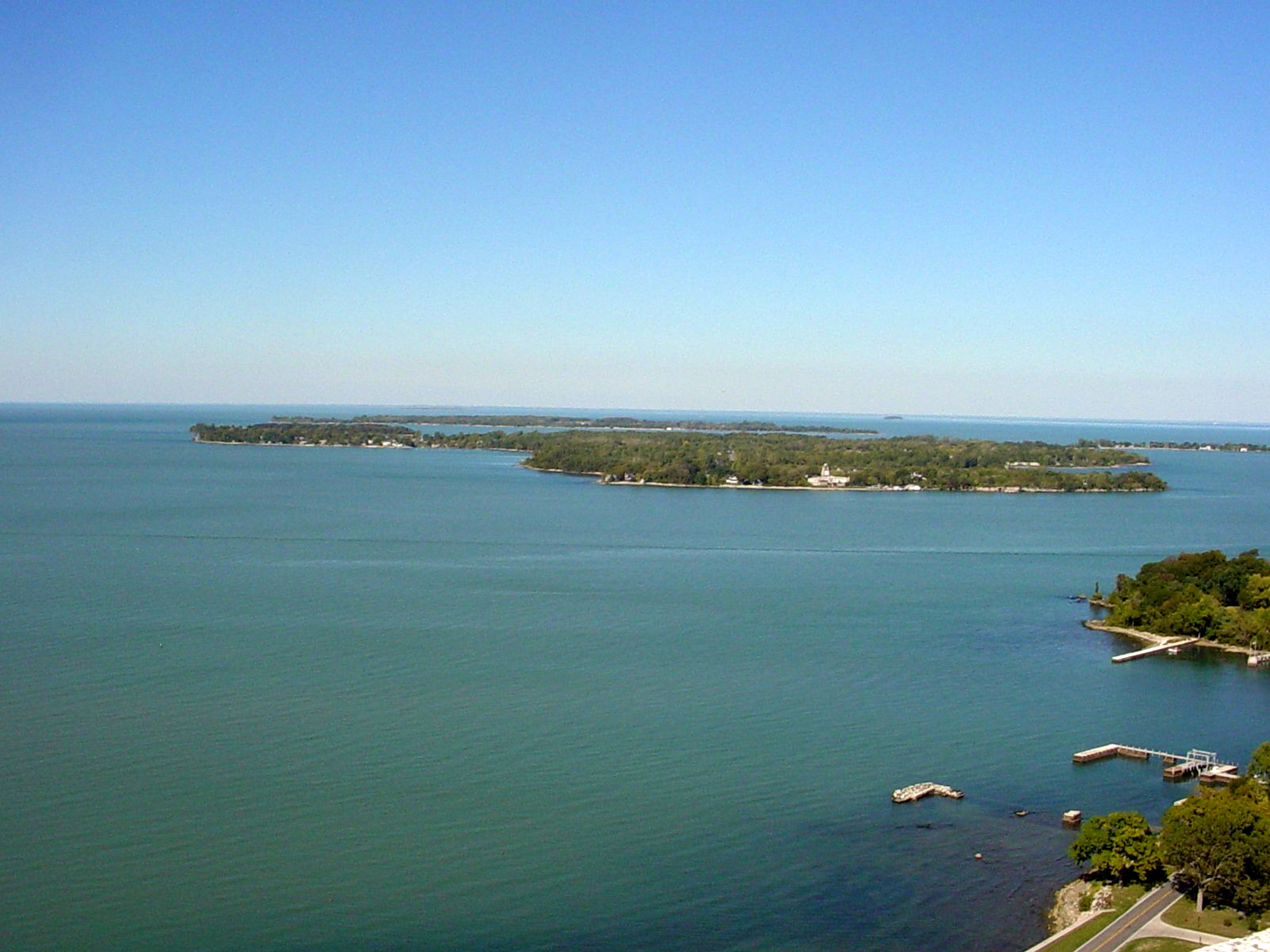
O parte din insulele lacului Erie

- Ballast Island
- Big Chicken Island
- Chick Island
- East Sister Island
- Gibraltar Island
- Green Island
- Gull Island
- Hen Island
- Johnson's Island
- Kelleys Island
- Lost Ballast Island
- Middle Island
- Middle Bass Island
- Middle Sister Island
- Mohawk Island
- Mouse Island
- North Bass Island
- North Harbour Island
- Pelee Island
- Rattlesnake Island
- South Bass Island
- Starve Island
- Sugar Island
- Turtle Island
- West Sister Island